# 布什大楼

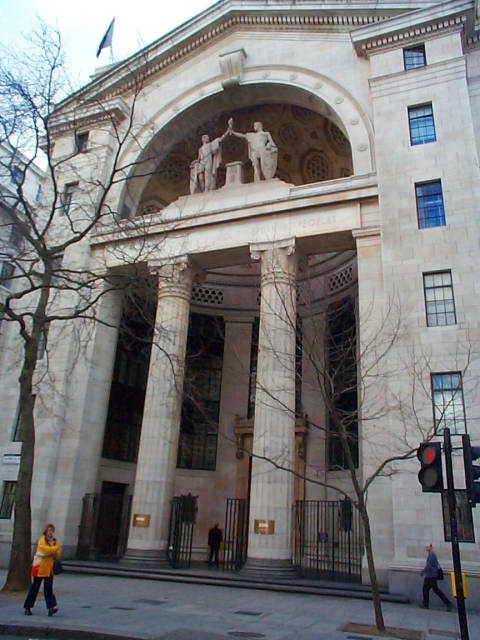
布什大楼门廊

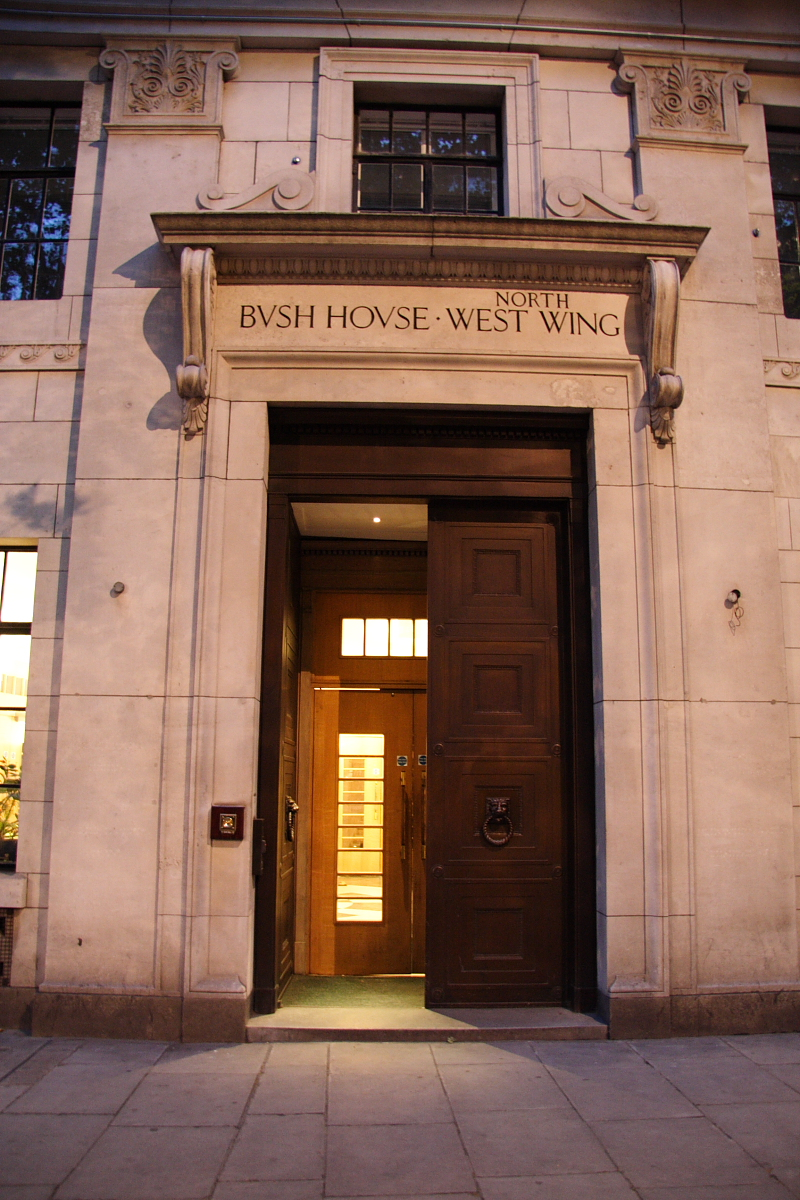
布什大楼西北翼

布什大楼（Bush House）是英国伦敦的一座建筑，介于奧德維奇路和河岸街之间，國王道南端。布什大楼是倫敦國王學院主校區的一部份，於2012年前為英國廣播公司國際頻道總部。

## 歷史
布什大楼建筑的完成和开放经历了13年之久；大楼中座於1923年建成，及後西北翼、东北翼、东南翼和西南翼分別於1928年、1929年、1930年和1935年開放。
1925年7月4日美国独立日，亞瑟·貝爾福为该大楼主持开幕典礼。它的入口处有两个雕像，是美国艺术家马尔维娜·霍夫曼的作品。雕像象征着英美两国的友谊，建筑上的铭文是“献给英语民族的友谊”。布什大厦用波特兰石砌筑，于1929年被称为「世界上最昂贵的建筑」，造价约2,000,000英镑（10,000,000美元）。
英国广播公司国际部於1941至2012年设在布什大楼的中座、东北翼和东南翼。西北翼原来为BBC在线（BBC Online）所在地，直到2005年迁往BBC媒体村，一些工作室和办公室被国际部保留，直到2008年。该翼及後成為即用办公室空间，大部分由德勤会计师事务所使用。西南翼由英国税务海关总署使用。
2015年3月10日，倫敦國王學院宣佈其已租借布什大楼50年，大楼將成為學院河岸校區（Strand Campus）的一部份。